# Ellen Andrea Wang

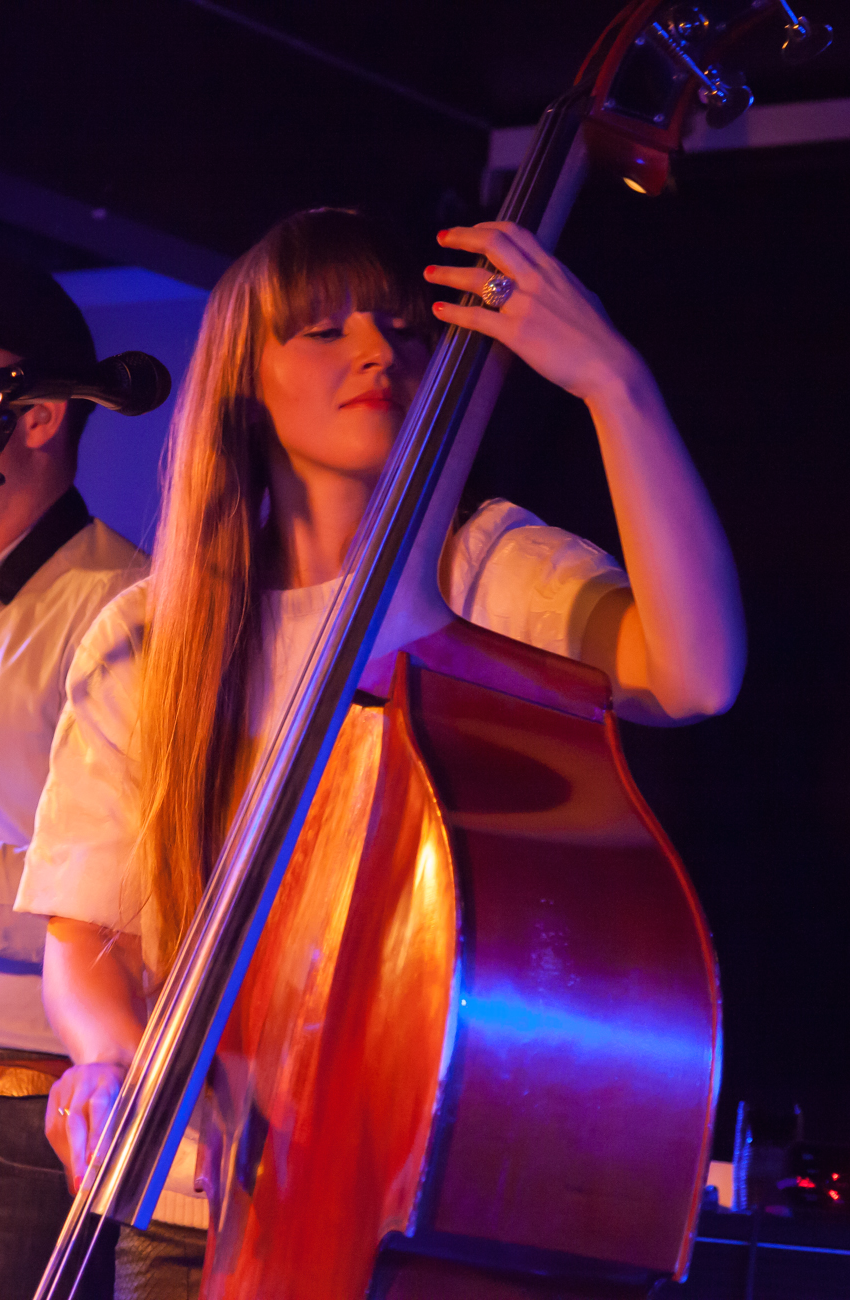
Ellen Andrea Wang 2013

Ellen Andrea Wang (* 10. Oktober 1986 in Gjøvik) ist eine norwegische Jazzmusikerin, die Kontrabass spielt, singt und komponiert. Sie wurde zunächst sowohl mit ihrer Band Pixel als auch in der Zusammenarbeit mit Pianist Dag Arnesen bekannt und ist musikalisch zwischen Jazz, Pop und Singing-Songwriting einzuordnen.

## Leben und Wirken
Wang begann zunächst Geige zu lernen und wechselte mit 16 Jahren zum Bass. Sie besuchte die Norges musikkhøgskole, wo sie bei Bjørn Kjellemyr studierte. Seit 2010 gehört sie zum Trio von Dag Arnesen; auch spielt sie bei SynKoke. Seit 2013 leitet sie das Ellen Andrea Wang Trio (in Originalbesetzung mit Andreas Ulvo und Erland Dahlen) und die Band Pixel, zu der Schlagzeuger Jon Audun Baar, Trompeter Jonas Kilmork Vemøy und Saxophonist Harald Lassen gehören und mit der sie Indie Jazz spielt. 
Weiterhin arbeitete sie mit den Bands von Ivar Kolve, gehört zu Amherst und seit 2011 zu White Willow und ist auf Alben von Lena Nymark und Kristin Fjellseth zu hören. Auf dem Jazzfestival von Ystad trat sie 2015 mit den Sisters in Jazz um Nicole Johänntgen auf. 2017 konzertierte sie in Berlin zusammen mit Giorgi Mikadze und Nils Landgren.

## Preise und Auszeichnungen
Wang erhielt 2011 den Talent Award bei at DølaJazz und wurde 2012 als Statkraft Young Star beim Oslo Jazzfestival ausgezeichnet. 2013 gehörte sie mit Pixel zu den Young Nordic Jazz Comets. 2015 wurde sie mit dem angesehenen Kongsberg Jazz Award, dem DnB-NOR-prisen, auf dem Kongsberg Jazzfestival geehrt. 2022 wurde ihr in Norwegen der Radka Toneff Minnepris zuerkannt.

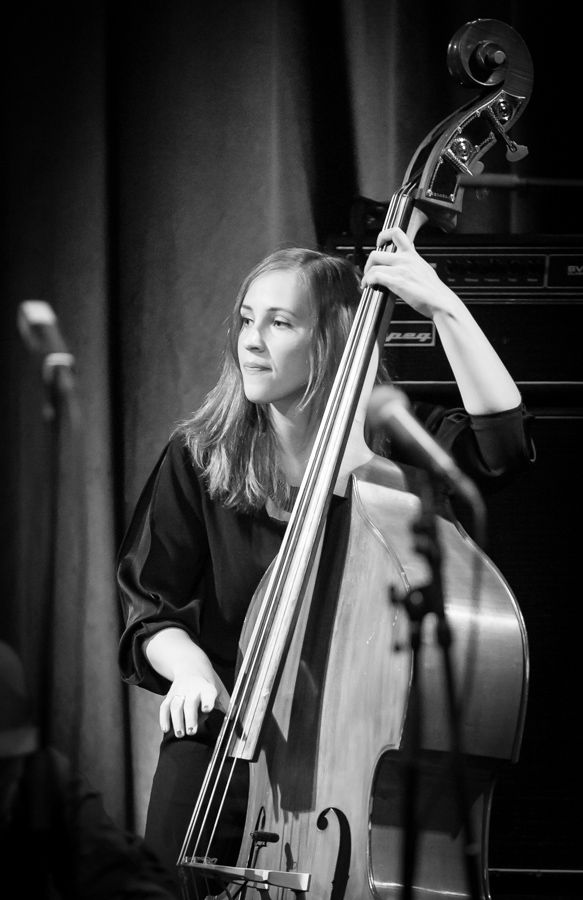
Ellen Andrea Wang, Oslo Jazzfestival 2016

## Diskographische Hinweise
Ellen Andrea Wang Trio
- Diving 2014 (Propeller Recordings)[9]
- Blank Out 2017 (Jazzland)
- Closeness 2020 (Ropeadope, mit Rob Luft, Jon Fält)

mit Pixel
- Reminder (Cuneiform Records 2012)[10]
- We Are All Small Pixels (Cuneiform Records 2013)
- Golden Years (Cuneiform Records 2015)

mit SynKoke
- Hokjønn (AIMSoundCity, 2009)
- The Ideologist (Kokeplate, 2011)

mit dem Pastor Wang Quintet
- Blå Hymne (Wango Productions, 2007)

mit Sisters in Jazz
- Sisters in Jazz (2016, mit Nicole Johänntgen, Ellen Pettersen, Izabella Effenberg, Naoko Sakata, Dorota Piotrowska)